# Akvadukt Carioca
Akvadukt Carioca (portugalsko Aqueduto da Carioca), znan tudi kot Arcos da Lapa, je akvadukt v mestu Rio de Janeiro v Braziliji. Akvadukt je bil zgrajen sredi 18. stoletja, da bi prebivalcem mesta prinesel svežo vodo iz reke Carioca. Je tipičen primer kolonialne arhitekture in inženirstva.
Akvadukt Carioca poteka v središču mesta, v soseski Lapa. Od konca 19. stoletja akvadukt služi kot most za tramvaj Santa Teresa, ki povezuje središče mesta s sosesko Santa Teresa navzgor.

## Zgodovina
V zgodnji zgodovini Ria de Janeira je bilo jedro mesta obdano z močvirji z vodo slabe kakovosti, svežo vodo pa je bilo treba prenašati ročno iz potokov, ki so bili relativno daleč od mesta. Vsaj od leta 1602 so obstajali načrti za izgradnjo sistema kanalov za prenos vode iz izvira reke Carioca, ki je na hribu Santa Teresa, v Rio de Janeiro. Kolonialne oblasti so poskušale zgraditi kanale, vendar so gradnjo vedno ovirale tehnične in finančne težave. Do konca 17. stoletja je bilo dokončanih le nekaj sto metrov kanalizacije.
Po letu 1706 so oblasti dale gradnji akvadukta nov zagon. Med vladavino guvernerja Airesa de Saldanha (1719–1725) je bilo odločeno, da kanali, ki so takrat segali do Campo da Ajuda (današnji trg Cinelândia), dosežejo trg Santo Antônio (danes Largo da Carioca), ki je bil bližje centru mesta. Gradnja prvega akvadukta je bila končana leta 1723 in čista voda je tekla neposredno v okrasni baročni vodnjak na trgu Santo Antônio, v olajšanje prebivalcev Ria de Janeira.
Ta prvi akvadukt je bil že leta 1744 v slabem stanju, ko je guverner Gomes Freire de Andrade (1733–1763) ukazal zgraditi novo, večjo zgradbo. Dela so bila zaupana portugalskemu vojaškemu inženirju Joséju Fernandesu Pintu Alpoimu, ki so ga navdihnile podobne strukture na Portugalskem, kot je Akvadukt Aguas Livres v Lizboni. Akvadukt je bil slovesno odprt leta 1750.
Najbolj impresivna značilnost akvadukta je pot, ki povezuje hribe Santa Teresa in Santo Antônio v današnji soseski Lapa. Ta segment akvadukta se razteza na 270 metrov in je sestavljen iz dveh nadstropij monumentalnih lokov - skupaj 42 - z največjo višino 17,6 metra.
V kolonialnih časih je voda iz akvadukta Carioca dosegla več vodnjakov, raztresenih po Riu de Janeiru, vključno s tistimi na Trgu Santo Antônio, Trgu Ajuda (Cinelândia) in Terreiro do Paço (današnja Praça XV). Ker vode reke Carioca niso zadoščale za napajanje akvadukta, so ob koncu 18. stoletja v njegove kanale preusmerili tudi vodo iz drugih potokov.

## Tramvaj
Akvadukt je bil deaktiviran konec 19. stoletja, ko so se razvile nove alternative za oskrbo Ria z vodo. Struktura je bila prilagojena leta 1896, da bi služila kot viadukt za tramvajsko progo – Bonde de Santa Teresa (tramvaj Santa Teresa) – ki prevaža potnike med središčem Ria in hribovito sosesko Santa Teresa. Slikovita vožnja je priljubljena med domačini in turisti. Santa Teresa bonde (ali bondinho, kar pomeni 'mali tramvaj') je edini tramvaj, ki še vedno obratuje v Riu de Janeiru, čeprav je bil leta 2016 na nekaterih odsekih v Riu de Janeiru odprt tramvaju podoben sistem lahke železnice.[
V 1960-ih je bilo porušenih več hiš, ki so bile zgrajene v bližini akvadukta, kar je izboljšalo vizualni učinek spomenika.
Avgusta 2011 se je zgodila nesreča, ko so očitno odpovedale zavore in umrlo pet ljudi. V odgovor so bile vse storitve prekinjene za nedoločen čas, vendar so bili načrti za obnovo proge in zamenjavo starih tramvajev (z lažnimi starinskimi replikami) naknadno odobreni. Omejena storitev na delu proge – tudi čez nekdanji akvadukt – je ponovno začela delovati julija 2015.